# Energie & Management
Energie & Management ist ein unabhängiges Printmagazin und Onlinemagazin zum Themenkreis Energiewirtschaft und Energiepolitik. Es veröffentlicht tagesaktuelle Nachrichten, Berichte, Analysen, Kommentare und Branchenspiegel, um nach eigener Darstellung „als meinungsbildendes Magazin für Energieprofis“ Hilfestellung zu geben.
Gegründet wurde die Zeitung 1994 von dem Journalisten Helmut Sendner († 2025) unter dem Namen Energie & Management. Im gleichen Jahr eröffnete der Nachrichtendienst für die Energiewirtschaft E&M powernews. Herausgeber und Verleger ist Helmut Sendner. Neben den fünf Redakteuren in Herrsching berichten acht Korrespondenten im In- und Ausland für Energie & Management. In dem vom Chefredakteur Stefan Sagmeister geleiteten Redaktionsteam schreiben regelmäßig die Herausgeber und Redakteure sowie externe Kolumnisten.
Im Monatsdurchschnitt erreicht energie-und-management.de 70.000 Seitenabrufe. Das Magazin finanziert sich durch Werbung und Abonnements. Nicht alle Artikel sind frei zugänglich, sondern sind über den Nachrichtendienst abrufbar.
Ein Projekt von Energie & Management  ist die Website Der Energiemanager des Jahres, auf der Helmut Sendner nach eigenen Angaben Ideen fördert „Jetzt sind Ideen von EVU-Chefs für den Markt gefordert, die sich im Wettbewerb bewähren müssen“, um vorbildliche Unternehmensentwicklung, Kundenbindung, Shareholder Value, Innovationskraft und ökologische Nachhaltigkeit zu fördern. Seit 2010 begleitet die Website Energie & Management Unternehmen und öffentliche Projekte bei der Erstellung von Studien wie die Ökostromumfrage und die Ökogasumfrage.

## Rankings
Jährlich veröffentlicht Energie & Management eine Ökostrom und Ökogasumfrage. Grundlage dafür ist eine Befragung zur Entwicklung der Kunden- und Absatzzahlen von Ökostrom bei allen Anbietern von Ökostrom und Ökogas. 
Einmal pro Jahr wird auch das BHKW-Ranking veröffentlicht. Grundlage für die Statistik und Umfrage ist die elektrische Leistung in kW sowie nach Modulzahl. Die BHKW-Markt-Erhebung wird in Zusammenarbeit mit dem Öko-Institut durchgeführt.

## Energiemanager des Jahres
Die Jury hinter dem Energiemanager-Preis setzt sich aus Vertretern verschiedener Disziplinen aus der Energiewirtschaft zusammen.
Der von der Zeitung Energie & Management initiierte und von der Kanzlei Becker Büttner Held und der K.Group GmbH mitgetragene Preis wurde im Jahr 2001 erstmals vergeben. Bewertungskriterien sind allgemeine Führungsqualitäten, soziale und gesellschaftliche Kompetenz sowie nachhaltige Unternehmensentwicklung.
Gewinner des Preises in den vergangenen Jahren
- 2021 – Heike Heim, Vorsitzende der Geschäftsführung DEW21[9]
- 2020 – Frank Mastiaux, Vorsitzender des Vorstandes der Energie Baden-Württemberg AG
- 2019 – Marie-Luise Wolff, Vorstandsvorsitzende der Darmstädter Entega AG
- 2018 – Patrick Graichen, Direktor des Berliner Think Tanks Agora Energiewende
- 2017 – Boris Schucht, CEO der Berliner 50Hertz Transmission
- 2016 – Dieter Steinkamp, Vorstandsvorsitzender der Kölner Rheinenergie
- 2015 – Georg Müller, Vorstandsvorsitzender der Mannheimer MVV Energie
- 2014 – Michael Lucke, Geschäftsführer des Allgäuer Überlandwerkes
- 2013 – Heiko von Tschischwitz, Gründer und Vorsitzender der Geschäftsführung der Hamburger LichtBlick
- 2012 – Johannes van Bergen, damals Vorsitzender der Geschäftsführung der Stadtwerke Schwäbisch Hall
- 2011 – Bernd Wilmert, damals Geschäftsführer der Stadtwerke Bochum
- 2010 – Constantin Alsheimer, Vorstandsvorsitzender der Mainova
- 2010 – Herbert Dombrowsky, damals Vorsitzender der Geschäftsführung der N-ERGIE
- 2010 – Michael G. Feist, Vorstandsvorsitzender der Stadtwerke Hannover
- 2010 – Thorsten Radensleben, Vorstandsvorsitzender der Badenova
- 2009 – Kurt Mühlhäuser, damals Vorsitzender der Geschäftsführung der Stadtwerke München
- 2008 – Sven Becker, Sprecher der Geschäftsführung der Trianel
- 2007 – Hans‐Bernd Menzel, damals Vorstandsvorsitzender der European Energy Exchange
- 2006 – Werner Brinker, damals Vorstandsvorsitzender der EWE
- 2005 – Klaus Rauscher, damals Vorstandsvorsitzender der Vattenfall Europe
- 2004 – Helmut Haumann, damals Vorstandsvorsitzender der Rheinenergie
- 2003 – Dieter Attig, damals Vorstandsvorsitzender der Stawag
- 2002 – Dieter Nagel, damals Vorstandsvorsitzender der Thüga
- 2001 – Roland Hartung, damals Sprecher des Vorstandes der MVV Energie